# Kirchgasse (Wiesbaden)
De Kirchgasse is de belangrijkste winkelstraat in de Duitse stad Wiesbaden.
De Kirchgasse is autovrij en een van de meest bezochte winkelstraten in Duitsland. Naast vele kleine winkels hebben de meeste grote (kleding-)winkelketens zoals H&M, Mango, Zara, C&A, Kaufhof, Karstadt en Peek & Cloppenburg er een vestiging.